# 인천국제공항 셔틀트레인
셔틀트레인(Shuttle train)은 인천국제공항 내에 설치된 고무차륜식의 신교통 시스템으로, 인천국제공항 탑승동의 승객과 제1여객터미널(탑승동 포함) ~ 제2여객터미널 사이를 이동하는 환승여객을 운송하기 위한 특수 목적용 교통 시설이다.
인천공항 셔틀트레인은 대한민국에서 최초로 개통한 경전철 시스템이나, 도시철도법이 아니라 궤도운송법에 의하여 관리되므로 법적으로는 경전철이 아닌 궤도시설에 해당한다.

## 역사
인천국제공항이 탑승동 운영을 개시한 2008년 6월 20일부터 탑승동에서 출발·도착하는 항공기의 승객을 위해 제1여객터미널 - 탑승동 노선을 운행하기 시작했고, 2018년 1월 18일에 제2여객터미널이 개장하여 제1여객터미널(탑승동 포함) ~ 제2여객터미널 사이의 환승객을 위한 제2여객터미널 - 탑승동 노선이 추가되었다.

### 연혁
- 2008년 6월 20일 : 탑승동 개장과 동시에 제1여객터미널 ~ 탑승동 구간 개통
- 2018년 1월 18일 : 제2여객터미널 개장과 동시에 탑승동 ~ 제2여객터미널 구간 개통 (1량 1편성), 제1여객터미널 ~ 탑승동 구간 확대 편성 (3량 1편성 → 4량 1편성)

## 노선 정보
- 노선 거리 : 총 2.4 km

제1여객터미널 - 탑승동 : 0.9 km (4량 1편성)
제2여객터미널 - 탑승동 : 1.5 km (1량 1편성)
- 역 : 3개 (제1여객터미널, 탑승동, 제2여객터미널)
- 교통 방식 : 쌍단선식 복선 무인 운행 전철

## 운행 형태
6분 간격으로 운행하며, 탑승동의 승객과 제1여객터미널(탑승동 포함) ~ 제2여객터미널 간 환승객만 이용할 수 있다.
셔틀트레인을 타고 이동한 승객은 반대 방향으로 되돌아갈 수 없으며, 센서가 있어서 하차하기 전까지는 문이 닫히지 않는다. 환승객은 내렸다 다음열차로 바꿔타야한다.

### 편성
- 제1여객터미널 - 탑승동 : 4량 1편성 (272 명)[1]
- 제2여객터미널 - 탑승동 : 1량 1편성 (68 명)

## 같이 보기
- 인천국제공항
- 신교통 시스템